# 90式反艦飛彈
90式反舰导弹（Type 90 Ship-to-Ship Missile，SSM-1B）是日本海上自衛隊自行研制的第二代舰对舰导弹，具备扇面发射能力。

## 性能
导弹采用了具有抗干扰能力的宽频带频率捷变主动雷达导引头和先进的数位式计算机。可对20公里处的水面目标进行锁定，导弹巡航时的飞行高度为30米，在末端攻击时下降到5至6米，在距离目标3公里时突然跃升俯冲攻击目标。